# Уинак
Уинак (исп. Winak) — это перуанский археологический комплекс в департаменте Уануко.

## Топонимы
Название в переводе с языка кечуа означает «полумесяц».

## Географическое положение
Он расположен на склоне и на вершине одноименной горы на высоте 4156 м рядом с С. П. Санта-Роса-де-Пампам, которая находится на южном склоне этой горы, в юрисдикции округа Синга, провинция Уамальес, в указанном департаменте; на юго-западном краю реки Хауранга в 7 км от города Синга, в географическом пространстве под названием Алто-Мараньон.

## Описание
Этот археологический памятник был городским центром, состоящим из двух западных и восточных секторов, из-за формы края горы Уинак, поскольку он имеет две вершины: западную и восточную.

### Западный сектор

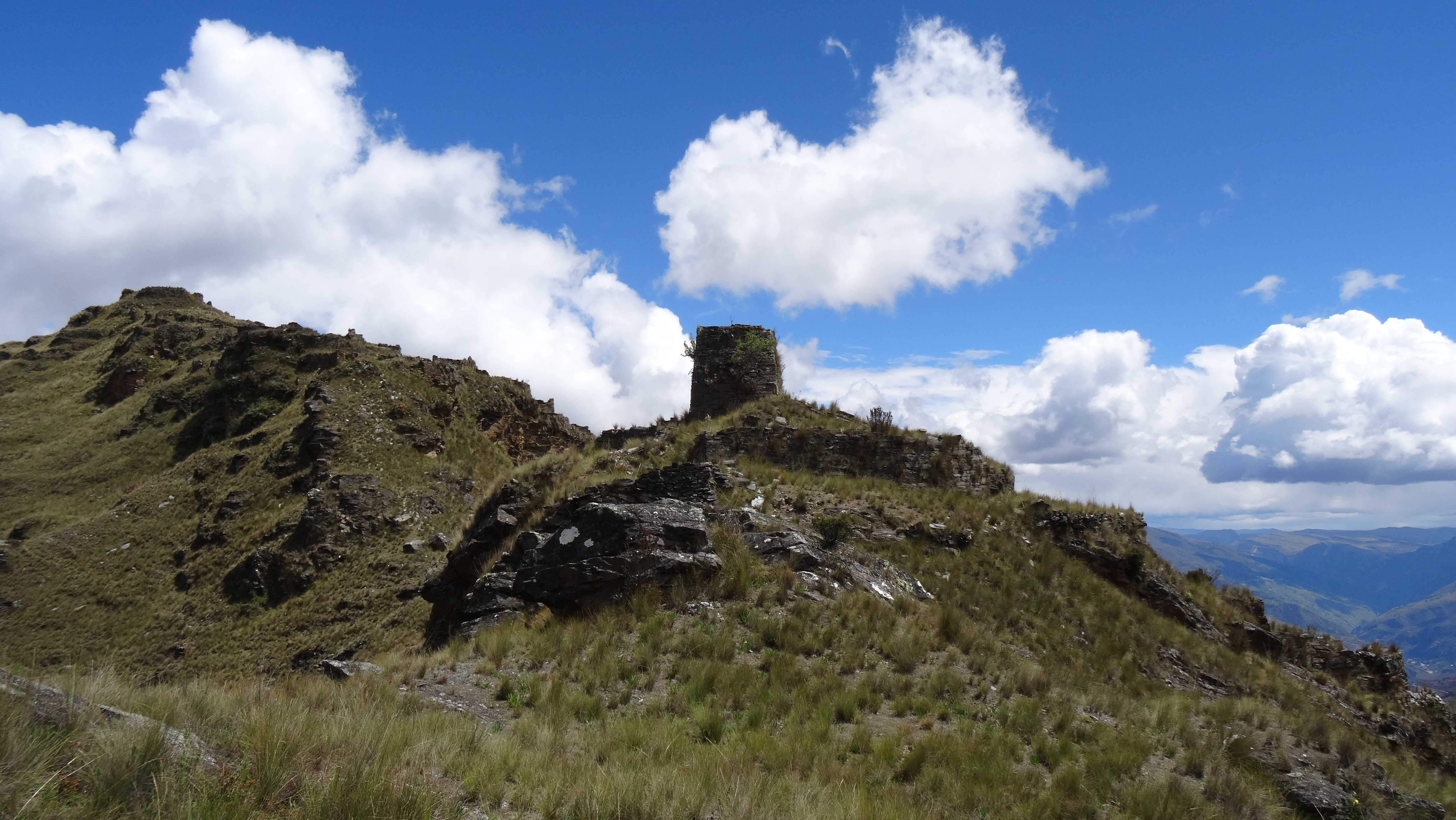
В западном секторе Уинак. На переднем плане структура ствола пирамиды, а на заднем плане слева вершина западного сектора.

Именно там, где расположен вход в комплекс, этот сектор по внешнему периметру имеет ряд стен, построенных в шахматном порядке. Целое в целом распределено в конической форме, чтобы приспособиться к неровной топографии этого сектора, маршрут с запада на восток идет в гору, и в секции есть ряд стен, в центре которых есть пирамидальная структура в форме ствола с прямоугольное основание. Вокруг этого набора есть остатки полуцилиндрических структур, что говорит о том, что они могут быть либо складами, либо, скорее всего, они были обсерваториями или постами охраны. Комплекс заканчивается на западной вершине горы, к которой ведет крутая дорога из-за крутых склонов, вершина представляет собой небольшую плоскость почти круглой формы, окаймленную остатками стен.

### Восточный сектор

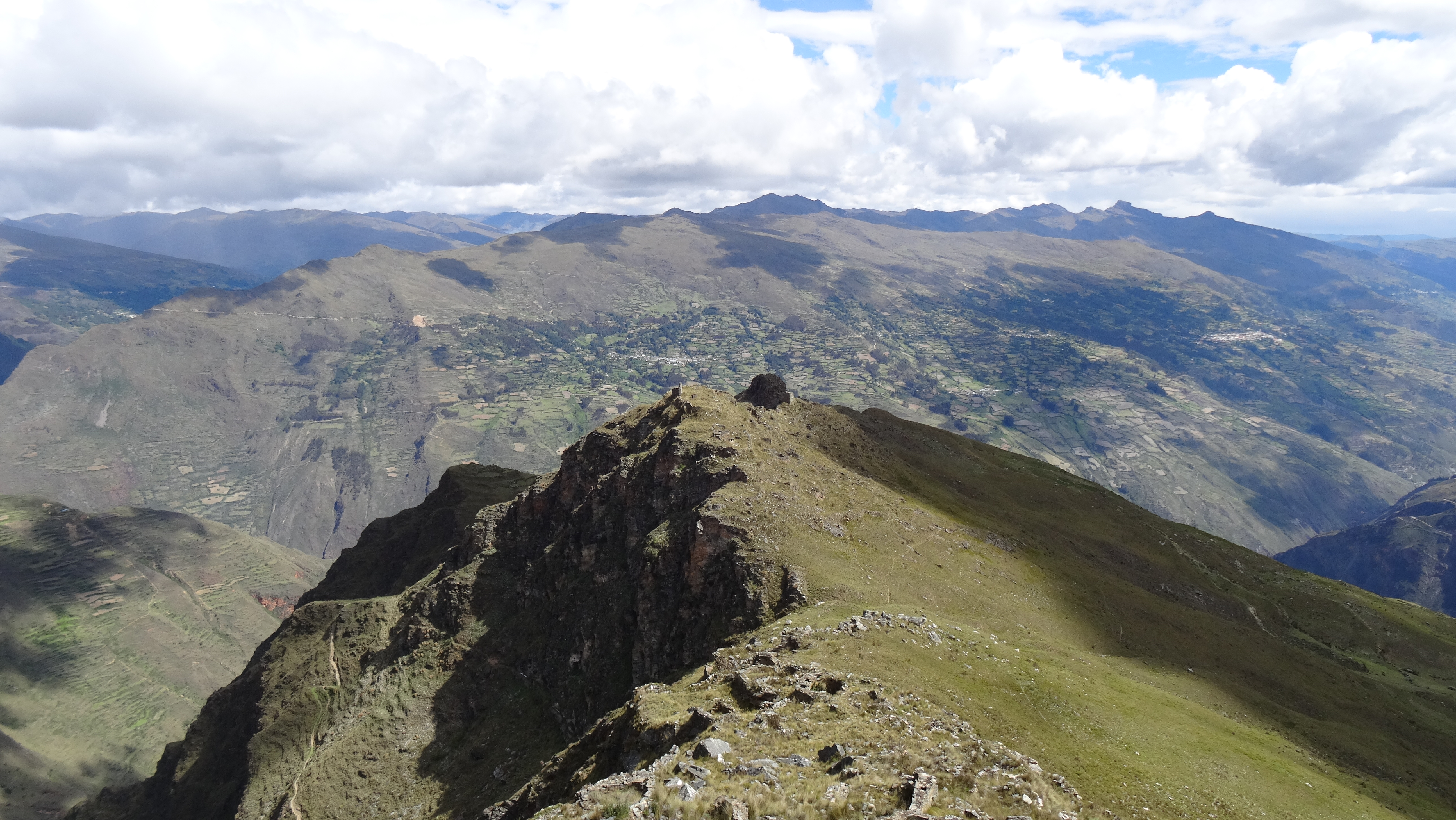
Вид на восточный сектор сверху западного сектора, квадратная усеченная пирамидальная структура выделяется в центре фотографии. В задней части горла реки Мараньон.

Этот сектор напрямую связан с дорогой, которая начинается с западного сектора. Вся его окружена стеной на восточной стороне и частью южной стороны, добавлено, что периметр стены в шахматном порядке, чтобы приспособиться к рельефу местности.
В этом секторе выделяется структура с нижней формой ствола пирамиды, также с четырехугольным основанием и конструкцией, основанной на плитах из тщательно вырезанных и вырезанных камней.

## Доступ

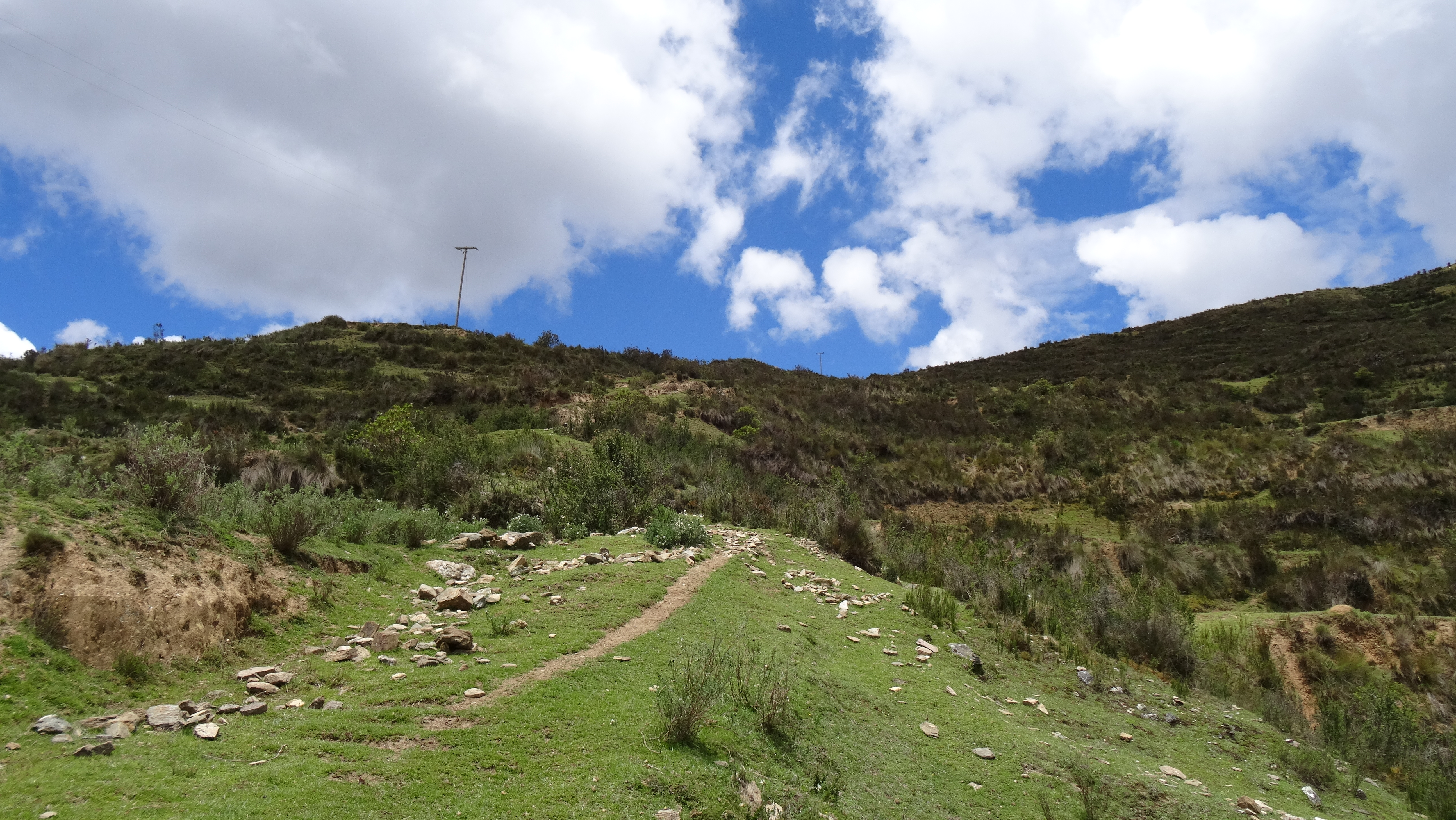
Дорога к археологическому комплексу Уинак

Маршрут наземный, и для этого вы должны сначала прибыть из Лима в Льята, столицу провинции Уамальес. В Льята вы можете воспользоваться общественным или частным транспортом до города Синга по 40-километровому маршруту, а затем до города Санта-Роса-де-Пампам по 10-километровому маршруту на личном транспорте. Из этой деревни 3-километровый маршрут до Уинак может быть сделан только пешком или верхом.